# Киевское слово
«Ки́евское сло́во» (укр. Київське слово) — російськомовна щоденна газета, що виходила з 1886 по 1905 рік (всього 6425). Після закриття владою продовжувала виходити під назвою «Новый век» у січні-березні 1906 року (90 номерів), після чого була остаточно закрита.
Газету видавав Стефан Васильович Кульженко (1836—1906), йому ж належали газета «Заря» та «Киевская газета».
Редактором газети «Київське слово» був економіст Афіноген Антонович (1886—1893), потім В. М. Богданов.
У газеті «Киевское слово» активно друкувався російський письменник Олександр Купрін. Саме тут вийшли його «Мініатюри» та майже весь цикл «Київських типів».
Наприкінці 1890-х років газета «Киевское слово» була однією з найбільших у Російської імперії (за межами столиці), її тираж становив від 2 тисяч до 5 тисяч екземплярів.

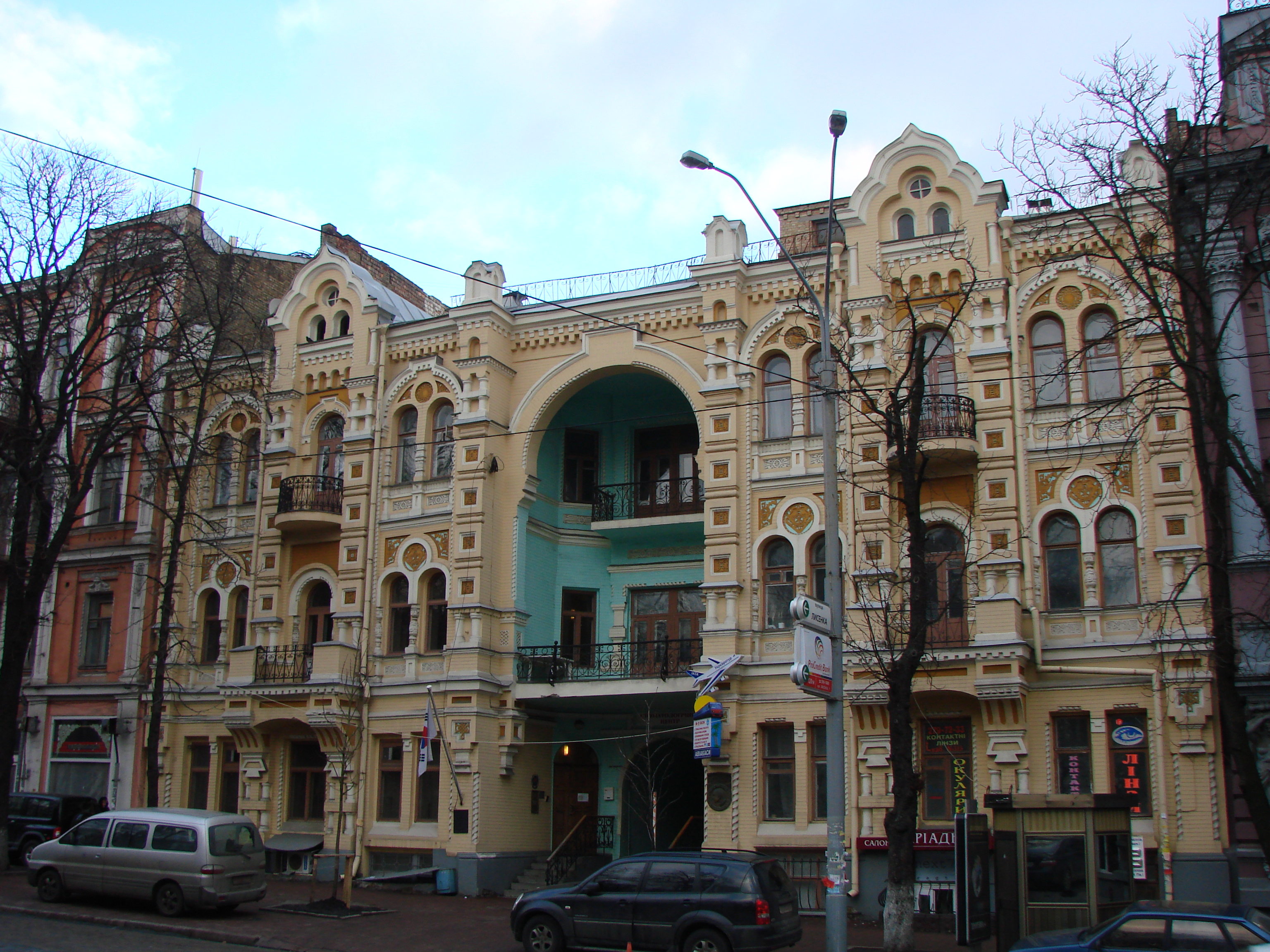
Будинок, де розміщувалася редакція газети

Редакція газети розміщалася на вулиці Володимирській, у будинку № 43.

## Сучасність
Наприкінці 2006 року в Києві почала виходити щотижнева газета з такою самою назвою, однак у 2008 році припинила існування.